# سكارليت أليس جونسون
سكارليت أليس جونسون (بالإنجليزية: Scarlett Alice Johnson)‏ هي ممثلة بريطانية، ولدت في 7 أبريل 1985 في المملكة المتحدة.

## حياتها المبكرة
ولدت جونسون في شمال لندن، إنجلترا، وتلقت تعليمها في كلية الفنون في مدرسة هايجيت وود.

## وصلات خارجية
- سكارليت أليس جونسون على موقع IMDb (الإنجليزية)
- سكارليت أليس جونسون على موقع قاعدة بيانات الفيلم (الإنجليزية)